# 西宮市立中央病院
西宮市立中央病院（にしのみやしりつちゅうおうびょういん）は、兵庫県西宮市にある市立病院である。医師の卒後臨床研修指定病院でもある。
施設の老朽化もあり、西宮市ではアサヒビール西宮工場跡地（津門大塚町）に新病院を建設し、現在の西宮中央病院の機能及び兵庫県立西宮病院とを統合し、移転・整備する計画を進めており、新病院の開院を目指している。なお、移転後の現地には民間病院を誘致する予定。

## 沿革
- 1921年12月 - 西宮町立診療所開設（久保町）
- 1939年10月 - 西宮市立市民病院開設（久保町）
- 1945年8月 - 戦災で焼失
- 1946年4月 - 用海町に再建
- 1952年11月 - 染殿町8番20号に新築移転
- 1960年4月 - 西宮市立中央病院に改称
- 1975年3月 - 林田町に新築移転
- 2007年12月 - 日本医療機能評価機構による病院機能評価認定（Ver.5）取得
- 2010年2月 - 兵庫県指定がん診療連携拠点病院の認定取得

## 診療科
- 内科
- 循環器内科
- 消化器内科
- 呼吸器内科
- 糖尿病代謝内科
- 外科
- 消化器外科
- 呼吸器外科
- 乳腺外科
- 整形外科
- 脳神経外科
- 小児科
- 皮膚科
- 泌尿器科
- 産婦人科
- 眼科
- 耳鼻咽喉科
- 歯科口腔外科
- 放射線科
- 麻酔科
- リハビリテーション科
- 臨床検査科

## 医療機関指定
出典
| 保険医療機関                           | 労災保険指定医療機関                       |
| 指定自立支援医療機関（育成・更生医療） | 生活保護法指定医療機関                     |
| 戦傷病者特別援護法指定医療機関         | 原子爆弾被害者医療指定医療機関             |
| 公害医療機関                           | 基幹型臨床研修病院                         |
| 救急告示病院                           | 兵庫県指定がん診療連携拠点病院に準じる病院 |
| 結核指定医療機関                       | 地域医療支援病院                           |

## 学会認定施設
出典
| 日本内科学会新専門医制度基幹・連携施設           | 日本呼吸器学会新専門医制度（呼吸器専門研修プログラム）連携施設 |
| 日本呼吸器内視鏡学会専門医制度認定施設           | 日本消化器病学会専門医制度認定施設                             |
| 日本食道学会全国登録認定施設                     | 日本循環器学会認定循環器専門医研修施設                         |
| 日本内分泌学会内分泌代謝科専門医制度認定教育施設 | 日本糖尿病学会認定教育施設                                     |
| 日本高血圧学会専門医認定施設                     | 日本リウマチ学会教育施設                                       |
| 日本外科学会外科専門医制度修練施設               | 日本消化器外科学会専門医修練施設                               |
| 日本消化器内視鏡学会指導施設                     | 日本乳癌学会専門医制度関連施設                                 |
| 日本大腸肛門病学会認定施設                       | 呼吸器外科専門医合同委員会専門研修連携施設                     |
| 日本がん治療認定医機構認定研修施設               | マンモグラフィー検診施設画像認定施設                           |
| 日本小児科学会小児科専門医研修施設               | 日本整形外科学会専門医制度研修施設                             |
| 日本手外科学会研修施設                           | 日本皮膚科学会認定専門医研修施設                               |
| 日本泌尿器科学会専門医教育施設                   | 日本医学放射線学会放射線科専門医修練機関                       |
| 日本医学放射線学会画像診断管理認証施設           | 日本麻酔科学会認定病院                                         |
| 日本緩和医療学会認定研修施設                     | 日本ペインクリニック学会指定研修施設                           |
| 臨床研修病院指定                                 | 日本超音波医学会認定超音波専門医研修施設                       |
| 日本頭痛学会准教育施設                           | 日本肝臓学会認定施設                                           |
| 日本口腔外科学会専門医制度研修施設               |                                                                |

## 交通アクセス
- 門戸厄神駅（阪急今津線）を下車して、東南へ徒歩約10分
- 阪急バスの西宮北口駅発の西宮中央病院前で下車すぐ
- 阪急バスのJR甲子園口駅発の西宮中央病院前で下車すぐ

## 不祥事・医療ミス・医療事故
- 2019年10月21日 - 非常勤嘱託職員の女性看護師（28歳）が、西宮市高松町の食料品店でサラダなど計861円分の商品を盗んだ（万引き）として窃盗の現行犯で西宮警察署に逮捕された[2]。